# Lectiles collitorum
Lectiles collitorum är en fjärilsart som beskrevs av Birket-smith 1960. Lectiles collitorum ingår i släktet Lectiles och familjen juvelvingar. Inga underarter finns listade i Catalogue of Life.